# Aulo Manlio Vulsone Capitolino
Aulo Manlio Vulsone Capitolino (Roma, ... – ...; fl. V-IV secolo a.C.) è stato un politico e militare romano del V secolo a.C.

## Primo tribunato consolare
Nel 405 a.C. fu eletto tribuno consolare con Tito Quinzio Capitolino Barbato, Quinto Quinzio Cincinnato, Lucio Furio Medullino, Gaio Giulio Iullo e Manio Emilio Mamercino.
Roma portò guerra a Veio, assediando la città, che non riuscì a convincere le altre città etrusche a scendere in guerra contro Roma.
(Tito Livio, "Ab Urbe Condita", IV, 4, 61)

## Secondo tribunato consolare
Nel 402 a.C. fu eletto tribuno consolare con Gaio Servilio Strutto Ahala, Quinto Servilio Fidenate, Quinto Sulpicio Camerino Cornuto, Lucio Verginio Tricosto Esquilino e Manio Sergio Fidenate.
Mentre Veio continuava ad essere assediata dai romani, arrivarono in loro soccorso contingenti di Capenati e Falisci, che casualmente attaccarono la zona posta sotto il comando di Sergio Fidenate, mettendolo subito in difficoltà, anche per l'arrivo sul campo di battaglia di rinforzi veienti.
L'astio tra Sergio Fidenate e Lucio Verginio, che comandava l'accampamento più vicino alle zone del combattimento, causarono la disfatta per l'esercito romano, che vide distrutto l'accampamento dove risiedevano i soldati di Sergio Fidenate.
(Tito Livio, "Ab Urbe Condita", V, 8.)
In seguito all'accaduto il Senato decise di anticipare la nomina dei nuovi tribuni consolari alle calende di ottobre, invece che alle idi di dicembre, come d'uso.
In quell'anno il presidio armato di Anxur fu sopraffatto dai Volsci.

## Terzo tribunato consolare
Nel 397 a.C. fu eletto tribuno consolare con Lucio Furio Medullino, Lucio Sergio Fidenate, Aulo Postumio Albino Regillense, Publio Cornelio Maluginense e Lucio Giulio Iullo.
Anche per quell'anno i romani continuarono l'assedio di Veio, dovendo in più sopportare l'attacco dei Volsci alla guarnigione attestata ad Anxur, e quello degli Equi alla colonia di Labico.
In questo già difficile contesto si inserirono le razzie dei tarquiniesi, che pensavano di poter sfruttare la difficile situazione in cui versava Roma, senza doverne subire le rappresaglie, che invece furono organizzate da Aulo Postumio e Lucio Giulio, che sorpresero i razziatori a Cere, riuscendo così a riportare a Roma quanto sottratto dagli etruschi.
Gli ambasciatori inviati ad interrogare l'oracolo di Delfi, tornarono con il responso richiesto:
(Tito Livio, "Ab Urbe Condita", V, 2, 16.)
Il rimedio per ripristinare i riti negletti, comportò la rinuncia dei tribuni alla carica per il resto del mandato, cui seguirono tre interregni, prima dell'elezione dei nuovi tribuni consolari.